# Geissois parviflora
Geissois parviflora är en tvåhjärtbladig växtart som beskrevs av André Guillaumin. Geissois parviflora ingår i släktet Geissois och familjen Cunoniaceae. Inga underarter finns listade i Catalogue of Life.